# Centovalli (obec)
Centovalli je obec ve švýcarském kantonu Ticino, okresu Locarno. Nachází se v západní části kantonu, u hranic s Itálií. Žije zde přibližně 1 100 obyvatel.

## Geografie

Intragna (1953)

Obec Centovalli se rozkládá v centrální části stejnojmenného údolí, kterým protéká řeka Melezza. Obec leží asi 15 km severozápadně od Locarna. V obci se nachází řada malých vesnic, z nichž některé byly dříve samostatnými obcemi, například Calezzo, Corcapolo, Verdasio, Rasa, Bordei, Palagnedra, Lionza, Costa, Borgnone a Camedo na hranici s Itálií.
Nejnižší bod obce se nachází na soutoku řeky Melezza s přítokem z údolí Val Comora v nadmořské výšce asi 247 m. Nejvyšším bodem obce je Gridone ve výšce 2188 m n. m. Vrchol je zároveň nejvyšším bodem sousední obce Brissago. Vede tudy také hranice s Itálií.
Obec se skládá z místních částí Bordei, Borgnone, Calezzo, Camedo, Corcapolo con Salmina, Costa s/Borgnone, Costa s/Intragna, Cremaso, Cresto, Golino, Intragna, Lionza, Monadello, Moneto, Palagnedra, Pila, Rasa, Verdasio con Bolle e Sassalto a Vosa.

## Historie
Obec Centovalli, jejíž název se objevuje v dokumentech již na konci 13. století a která zahrnovala čtyři vesnice Camedo, Borgnone, Lionza a Costa směrem k Solivu a Rasa, Bordei, Palagnedra a Moneto směrem k Ovigu; každá z těchto vesnic tvořila terru, oblast, která se těšila určité autonomii vůči obci a měla i vlastní majetek, byla zrušena v roce 1838 (Borgnone, Palagnedra a Rasa).
Současná obec vznikla novým sloučením, schváleným 25. října 2009, z dříve samostatných obcí Borgnone, Intragna a Palagnedra.

## Obyvatelstvo
| Vývoj počtu obyvatel | Vývoj počtu obyvatel | Vývoj počtu obyvatel | Vývoj počtu obyvatel | Vývoj počtu obyvatel | Vývoj počtu obyvatel | Vývoj počtu obyvatel | Vývoj počtu obyvatel | Vývoj počtu obyvatel |
| -------------------- | -------------------- | -------------------- | -------------------- | -------------------- | -------------------- | -------------------- | -------------------- | -------------------- |
| Rok                  | 2010                 | 2011                 | 2012                 | 2013                 | 2014                 | 2015                 | 2016                 | 2020                 |
| Počet obyvatel       | 1122                 | 1166                 | 1192                 | 1177                 | 1162                 | 1170                 | 1183                 | 1135                 |

## Doprava
Obec je napojena na síť veřejné dopravy autobusovou linkou Postauto z Locarna. Obcí prochází také železniční trať z Locarna do italské Domodossoly.